# Cargonet

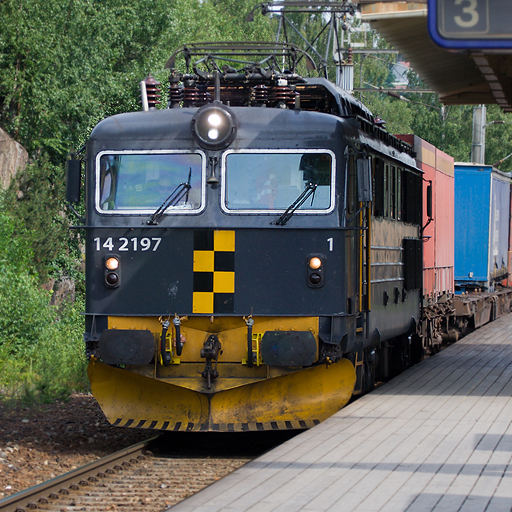
Ett El 14 från Cargonet.

Cargonet är ett norskt järnvägsbolag som kör godståg i Sverige och Norge. CargoNet ägs till 100% av Vygruppen (före detta NSB), efter det att Green Cargo hösten 2010 sålt sin tidigare andel på 45%. Cargonet bildades genom att NSB delades upp i en passagerardel och en godsdel. Godsdelen fick namnet NSB Gods, men namnändrades i början av 2002 till Cargonet.
Moderbolaget CargoNet AS har huvudkontor i Oslo, medan det helägda svenska dotterbolaget CargoNet AB finns i Stockholm. Den svenska delen hette tidigare Rail Combi AB och har varit ett dotterbolag till Green Cargo.
Cargonet sköter intermodala transporter för åkerier och speditörer. I Sverige kör företaget bland annat sträckan Charlottenberg-Riksgränsen på linjen Oslo-Narvik eftersom järnväg mellan punkterna i Norge saknas.

## Lokflotta
De flesta lok är målade i grått och svart med gul och svarta rutor. På senare år har de gått över till en ljusare nyans av grått. Flertalet lok har dock fortfarande NSB:s röda målning.
- 31 El. 14 elektriska linjelok
- 11 El. 16 elektriska linjelok
- 10 El. 19 elektriska linjelok
- 16 Di. 8 diesellok för växling och lätta godståg
- 6 CD66 diesellok för tyngre godståg
- 3 Skd. 220c Lokomotorer
- 5 Skd 224 Lokomotorer
- 1 Skd 225 Lokomotor
- 12 Skd 226 Lokomotorer